# Forbes 30 Under 30
Forbes 30 Under 30 (em português: Forbes 30 abaixo de 30) é um conjunto de listas emitidas anualmente pela revista Forbes e algumas de suas edições regionais. As listas americanas reconhecem seiscentas personalidades, com trinta selecionadas em vinte categorias. Ásia e Europa também têm dez categorias, totalizando trezentas, enquanto a África tem uma lista única de trinta pessoas. A Forbes organiza conferências associadas e uma seção do site chamada 30 Under 30.

## História
A Forbes lançou sua lista 30 Under 30 em 2011. Em 2016, as indicações para a lista haviam atingido mais de 15 mil, com os editores da Forbes selecionando trinta vencedores para cada uma das vinte categorias.
Com o tempo, a Forbes expandiu o recurso para estabelecer listas continentais para a Ásia, Europa (lançada em 2016), e África. A edição brasileira da revista começou a publicar uma lista nacional em 2014.
A Forbes também usa o nome Under 30 para um canal dedicado em seu site, associado a um aplicativo de mídia social 30 Under 30. The Washington Post relatou que o canal visa fornecer "programação focada na geração milenar aos muitos consumidores influentes da revista". O aplicativo de mídia social é uma colaboração com o Tinder por meio do homenageado do 30 Under 30, Sean Rad, cofundador e presidente da Tinder.

## Conferências
Além do recurso da revista, a Forbes organiza uma cúpula anual 30 Under 30. Em 2014 e 2015, a cúpula foi realizada na Filadélfia, com Monica Lewinsky fazendo manchetes na primeira cúpula por seu discurso sobre cyberbullying. As cúpulas de 2016 e 2017 foram realizadas em outubro em Boston. Os organizadores incluem Chris Coombs, o assistente do prefeito de Boston Dan Koh e o professor de oncologia pediátrica Cigall Kadoch.
Em abril de 2016, a Forbes realizou sua primeira cúpula internacional 30 Under 30, focada na Europa, Oriente Médio e África, ocorrendo em Tel Aviv e Jerusalém. Entre os palestrantes estavam Monica Lewinsky, Shimon Peres e Okieriete Onaodowan. Onaodowan foi um homenageado em 2016 na lista 30 Under 30 Hollywood & Entertainment por seu papel de Hercules Mulligan e James Madison em Hamilton.

## Crítica
A lista 30 Under 30 atraiu algumas críticas, inclusive para o sub-reconhecimento de jovens minorias raciais e mulheres. The Root observou que 29 dos 30 jornalistas homenageados na lista de mídia inaugural em 2011 eram brancos, e nenhum preto ou latino. Elle África do Sul observou o desequilíbrio de gênero nas listas de 2014, perguntando: "Onde estão as mulheres?". A demografia das seleções da Forbes continuou a atrair interesse; Poynter relatou que a lista de mídia de 2015 tinha dezoito mulheres, a maior dos cinco anos de história da lista.